# Associazione stampa parlamentare
L'Associazione stampa parlamentare italiana (Asp) è un ente a base associativa fondato nel dicembre 1918 ed è l'organismo di direzione e salvaguardia dei giornalisti parlamentari.
Ha sede a palazzo Montecitorio, in Roma, e riunisce circa 400 giornalisti che si occupano d'informazione politico-parlamentare tra Camera, Senato e Palazzo Chigi.
Dall'8 giugno 2022 il Presidente dell'Associazione Stampa Parlamentare è Adalberto Signore, inviato de Il Giornale.
La funzione dell'Asp è quella di tutelare e regolare il libero accesso – garantito dall'articolo 64 della Costituzione – alle fonti d'informazione politica, per poter così documentare le attività che si svolgono presso la Camera dei deputati, il Senato della Repubblica, le altre sedi del Parlamento e la presidenza del Consiglio. Il primo Statuto dell'Asp, risalente al 1918, recita all'articolo 1: "E' costituito in Roma il Sindacato della Stampa Parlamentare, il quale ha per fine la tutela degli interessi professionali e morali dei soci e di fare designazioni agli onorevoli Questori, che valgano per l'ammissione nella Tribuna della Stampa e nei locali interni alla Camera".

## Storia
Fin dalla fondazione, dunque, l'Asp ha il compito di regolare – in collaborazione con gli uffici di Camera, Senato e Palazzo Chigi – l'accesso dei giornalisti ai Palazzi in questione. Si tratta di un aspetto solo apparentemente tecnico, poiché lasciare alla politica la gestione esclusiva di tali accessi – soprattutto nei primi decenni del Novecento (ma forse anche ai giorni nostri) – significava di fatto mettere le istituzioni in condizione di influenzare la comunicazione politica e, dunque, compromettere la libertà di stampa. Inutile dire, infatti, che in quegli anni erano "ammessi" all'ingresso solo i cronisti che non erano considerati "ostili", mentre tutti gli altri rimanevano fuori dal Palazzo. L'Asp, non a caso, nasce nel 1918 proprio su questa spinta. E dovrà fare i conti con le pressioni di quegli anni. Fino a quando, con l'avvento del fascismo, nel 1926 l'Associazione Stampa Parlamentare "venne travolta dalla medesima sorte della Federazione nazionale della stampa e delle Associazioni regionali federate". Insomma, "sopravvisse un sindacato fascista della Stampa parlamentare, ma solo come 'strumento politico del fascismo'". Soltanto tra giugno e luglio del 1944, dopo l'arrivo degli Alleati a Roma ma mentre ancora la guerra infuriava nelle regioni del Nord e il Parlamento non aveva ancora riaperto i battenti, l'Associazione Stampa Parlamentare tornò a riprendere forma. Per poi ritornare nelle sue funzioni regolari il 25 settembre del 1945, giorno in cui Montecitorio ospitò la prima seduta della Consulta nazionale. Riaperte le porte della Camera, l'Asp "tornò ad esercitare ufficialmente le sue funzioni: facilitare ai giornalisti incaricati di seguire i lavori delle due Camere; rappresentare i soci iscritti nei confronti delle istituzioni con le quali erano in rapporto; curare la sorveglianza delle tribune e dei locali riservati alla stampa". Ancora oggi, sono esattamente queste le funzioni peculiari esercitate dall'Asp in base agli articoli 1 e 2 dello Statuto in vigore.

## Cerimonia del Ventaglio
Ogni anno, nelle ultime due settimane di luglio l'Associazione Stampa Parlamentare organizza l'ormai tradizionale cerimonia del Ventaglio, durante la quale l'Asp consegna un ventaglio decorato ai presidenti di Camera e Senato e infine – il protocollo prevede che sia l'ultimo prima della pausa estiva – al presidente della Repubblica. Il primo ventaglio risale al 6 luglio 1893 e fu consegnato al presidente della Camera, Giuseppe Zanardelli. Si trattava di un semplice ventaglio di carta per far fronte al caldo, firmato dai giornalisti che erano, anche loro accaldati, presenti in tribuna stampa. "Oggi, durante la seduta alla Camera, i giornalisti della tribuna stampa inviarono al presidente Zanardelli un modesto ventaglio portante le loro firme. L'onorevole Zanardelli lo ha gradito assai e li ringraziò, dal seggio presidenziale, inchinandosi verso di essi", recita il resoconto della Camera della seduta del 6 luglio 1893.
Con il passare degli anni, la cerimonia del Ventaglio è diventata una tradizione. Tanto che dal 2006 i ventagli per i tre presidenti (Camera, Senato e Quirinale) sono scelti in collaborazione tra l'Asp e l'Accademia di belle arti (che pubblica un bando annuale su tutto il territorio nazionale). Da allora, solo nel 2020 – a causa della pandemia di COVID-19 – il concorso dell'Accademia di belle arti non si è tenuto. E l'Asp ha deciso per l'occasione di ritornare alle origini del 1893, regalando ai tre presidenti (Roberto Fico alla Camera, Elisabetta Casellati al Senato e Sergio Mattarella al Quirinale) un ventaglio bianco con le firme di tutti i giornalisti iscritti all'Associazione Stampa Parlamentare.

## Conferenza stampa di fine anno
Ogni anno, infine, a cavallo tra Natale e la Befana, in collaborazione con l'Ordine dei giornalisti, l'Asp organizza la tradizionale conferenza stampa di fine anno del presidente del Consiglio in carica. Una consuetudine ormai dal 1977.

## Soci
L'Associazione Stampa parlamentare conta oggi circa 400 iscritti, accreditati in modo permanente dalle principali testate di carta stampata, agenzie ed emittenti televisive e radiofoniche che fanno richiesta degli accrediti secondo procedure fissate dallo Statuto dell'Asp. Quest'ultimo – come pure l'elenco degli iscritti e l'organigramma dell'Associazione – sono consultabili sul sito dell'Asp.